# Karshomyia sidorenkoi
Karshomyia sidorenkoi är en tvåvingeart som beskrevs av Fedotova 2003. Karshomyia sidorenkoi ingår i släktet Karshomyia och familjen gallmyggor. Inga underarter finns listade i Catalogue of Life.